# Winlaton
Winlaton – wieś w Anglii, w hrabstwie Tyne and Wear. Leży 24 km na północny zachód od miasta Durham i 399 km na północ od Londynu.